# Rick McCosker
Richard Bede McCosker (Inverell, 11 de diciembre de 1946) es un exjugador de cricket australiano.
McCosker jugó en 25 pruebas y 14 One Day Internationals en una carrera de 1975 hasta 1982 jugando como un bateador de la derecha .
Él es bien recordado por jugar en el Centenario de prueba de 1977 en el Melbourne Cricket Ground después de tener la mandíbula rota por un bouncer de Bob Willis en la 1.ª entrada. En los segundos turnos bateó en el número diez con vendas y con la mandíbula cerrada por un cable, haciendo 25, y 54 por el noveno palo en colaboración con Rod Marsh. Australia ganó el partido por 45 carreras.
Se le representa por Aidan marzo en la serie de Canal 9 Howzat ! Guerra de Kerry Packer.
- Datos: Q7331576